# 다만, 널 사랑하고 있어
《다만 널 사랑하고 있어》(일본어: ただ、君を愛してる: Heavenly Forest)은 2007년 8월 15일에 개봉한 일본 영화이다.
자신이 사용하는 약에서 이상한 냄새가 난다고 생각하고 스스로 사람들을 피하는 세가와 마코토 (타마키 히로시) 와 성장을 하면 죽는병에 걸린 사토나카 시즈루 (미야자키 아오이)와의 이야기를 다루고 있다.

## 줄거리
2년의 세월이 흘렀다. 갑자기 떠난 시즈루(미야자키 아오이). 2년 후 그녀에게서 온 편지를 들고 마코토(타마키 히로시)는 크리스마스로 들뜬 뉴욕으로 왔다. 그러나 그를 보러 온 건 미유키(쿠로키 메이사)였다. 과연 그녀에겐 무슨 일이 있는 것일까?
6년 전, 대학 입학식 날. 번잡한 횡단보도를 건너려는 시즈루와 마주친 마코토. “여기선 건널 수 없으니까 저쪽에서 건너는 게 좋을 거야” 마코토는 조금은 별난 행동을 하는 그녀를 향해 셔터를 누른다.
둘 만의 숲. 늘 약 냄새가 난다고 생각하는 마코토, 냄새를 잘 못 맡는 시즈루. 둘은 친구가 되고, 매일 캠퍼스 뒷 숲에서 사진을 찍는다. 그러나 시즈루를 여자로 보지 않는 마코토는 퀸카 미유키를 짝사랑하고 있다. 시즈루는 성숙한 여자가 되기로 결심한다. “앞으로 성장해 마코토가 놀랄 정도로 괜찮은 여자가 될 거야. 그 때 후회해도 몰라.”
생일 선물. “생일선물로 나와 키스해 줄래? 콘테스트 사진 모델로 말이야.” 시즈루의 엉뚱한 부탁으로 첫 키스를 하게 되는 두 사람. 시즈루는 혼자 말하듯 내뱉는다. ‘마코토…방금 전 그 때, 조금은 사랑이 있었을까’ 그 날 밤 그녀는 “안녕, 그 동안 고마웠어” 란 짧은 메모만 남기고 사라져버린다.

## 등장 인물
- 세가와 마코토 : 타마키 히로시
- 사토나카 시즈루 : 미야자키 아오이
- 시로하마 료 : 아오키 무네타카
- 세키구치 쿄헤이 : 코이데 케이스케
- 토야마 미유키 : 쿠로키 메이사
- 야구치 유카 : 오니시 마에
- 우에하라 미사 : 이노우에 사키

## 스태프
- 원작 : 이치카와 타쿠지
- 감독 : 신조 타케히코
- 각본 : 반도 켄지
- 연출 : 신조 타케히코
- 제작 : 노무라 토시야
- 편집 : 후카자와 요시후미
- 음악 : 이케 요시히로

## OST
- 오오츠카 아이 : 렌아이샤신 (연애사진)